# Univers de l'Incal
L'univers de la série de bande dessinée L'Incal et de ses séries dérivées est un monde de science-fiction créé par Alejandro Jodorowsky.
Elle est illustrée par Moebius (alias Jean Giraud) qui a commencé en  l'année 1980 dans les pages du magazine « Métal hurlant ».

## Mise en contexte
Tout comme l’explique le synopsis officiel, L’Incal relate les tribulations de John Difool, détective de classe inférieure dans un monde dystopique dégénéré. Il voit sa vie bouleversée à partir de l'instant où il découvre un ancien artefact mystique nommé l’Incal. Les aventures de Difool le mettront en conflit avec le plus grand guerrier de la galaxie, le Métabaron, et l’opposeront aux pouvoirs du Techno-pape.

D'après Audrey Cavaillé et Valérie Arrault : 
La grande créativité de Jodorowsky s’illustre dans une œuvre bouillonnante où l’artiste à la capacité de maîtriser des mouvements d’idées opposées, comme par exemple le matérialisme historique, le surréalisme, un spiritualisme teinté de mysticisme et d’ésotérismes divers, lesquels ont tous imprégné ses créations, dont l’onirisme semble engendrer une métamorphose toujours plus folle de lucidité impertinente. L’œuvre la plus emblématique de cette quête vers un état spirituel conscient demeure L’Incal, une série d’albums produite entre 1981 et 1995 aux Humanoïdes Associés, co-réalisée successivement avec Mœbius puis Zoran Janjetov. Néanmoins, chacun de ces albums s’imbrique l’un dans l’autre. Chacun fait preuve d’une recherche d’un « supraconscient1 » dont les multiples références sont celles de la symbolique du tarot, de la kabbale, de la culture chinoise du Yi-King, sous-tendues par une exploration de l’inconscient, qu’il soit collectif, individuel ou culturel.

## Terra 2014
La plupart des événements ont lieu sur Terra 2014.

## Organisation
L'univers de l'Incal est sur-hiérarchisé, avec une interaction complexe entre les différentes institutions.

### Les Techno-technos
Une secte scientifique disposant d'un pouvoir techno-religieux.

### Les Aristos
La caste caste des dominants.

## Personnages
Sont listés ici les personnages qui apparaissent dans plusieurs séries différentes.
- John Difool : détective privé de classe R[4].
- Deepo : animal domestique de John Difool[1].
- Le Prez : le dictateur de Terra 2014[3].
- Diavaloo : animateur vedette de Terra 2014[4].

## Séries
Toutes les séries sont scénarisées par Alejandro Jodorowsky et éditées chez les Humanoïdes Associés.

### John Difool
- L'Incal (dessin : Moebius, série publiée en 1981-1988)
- Avant l'Incal (dessin : Zoran Janjetov, série publiée en 1988-1995)
- Après l'Incal (dessin : Moebius, série publiée en 2000-2014)
- Final Incal (dessin : Ladrönn, série publiée en 2008-2014)

### La généalogie du Méta-Baron
- La Caste des Méta-Barons (dessin : Juan Gimenez, série publiée en 1992-2003)
- Castaka (dessin : Das Pastoras, série publiée en 2007-2013)
- Les Armes du Méta-Baron (dessin : Travis Charest, un tome publié en 2008)
- Méta-Baron (scénario : Jerry Frissen et Alexandro Jodorowsky - dessin : Valentin Sécher ; Niko Henrichon ; Pete Woods - série publiée en 2015-2022)

### Autres séries dans cet univers
- Les Technopères (dessin : Zoran Janjetov, série publiée en 1998-2006)
- Megalex (dessin : Fred Beltran, série publiée en 1999-2008)

### Hors série
- Les Mystères de l'Incal, étude de la série (Jean Annestay avec la collaboration de Moebius et Alejandro Jodorowsky), Les Humanoïdes associés, 1989, réédition augmentée 2009

### Spin-off de Humanoïds, Inc.
- L'incal - Kill Tête-de-Chien (scénario : Brandon Thomas - dessin : Pete Woods, 2021)
- Mental Incal (scénario : Mark Russell - dessin : Yanick Paquette, 2023)
- L'incal - Capitaine Kaimann (scénario : Dan Watters - dessin : Jon-Davis Hunt, 2023)

## Adaptations
Un jeu de rôle sur table situé dans l'univers de L'Incal paraît chez les Humanoïdes associés puis chez Yéti Entertainment en 2001. Il se compose de deux livres, L'Univers et Le Livre des règles, auxquels s'ajoutent un écran accompagné d'un Guide du Meneur de jeu, puis plusieurs autres suppléments : Les Maganats, Les Codes d'honneur et L'Ekonomat. Le livre sur l'univers, le livre de règles et l'écran du meneur de jeu connaissent la même année une édition en anglais chez l'éditeur américain West End Games.

## Analyses
Franck Thibault a analysé dans sa thèse de doctorat ce que l'univers de L'Incal doit à celui du cycle de Dune de Frank Herbert, dont Jodorowsky avait supervisé un projet d'adaptation au cinéma resté inabouti avant d'entreprendre l'écriture de L'Incal. Jodorowsky a indiqué avoir récupéré nombre d'idées de cette adaptation inachevée pour concevoir L'Incal. Selon Thibault, on peut affirmer que L'Incal constitue un hypertexte du roman Dune au sens donné à ce mot par Gérard Genette dans son ouvrage Palimpsestes en 1982.
Selon Audrey Cavaillé et Valérie Arrault, qui analysent les deux premiers cycles, L'Incal et Avant l'Incal, ces bandes dessinées plongent leur lectorat dans « univers fictionnel caricatural qui le renvoie à son propre monde, en mettant au jour les rapports de domination, d’aliénation et de contrôle » ; « le découpage et la mise en scène ont pour but de faire émerger un récit où l’ordre est orchestré par un monde libéral mais également libertaire du point de vue des mœurs ».
Henri-Simon Blanc-Hoang analyse la manière dont Jodorowsky évoque la colonisation et le racisme dans les sociétés passées et présentes d'Amérique latine à travers la vision de la conquête spatiale dont il pose les bases dans Avant l'Incal (t.2) et qu'il développe en supervisant la série Les Technopères. Avant l'Incal montre l'humanité occupée à conquérir et piller d'autres planètes, et une statue que les personnages s'approprient est identique à une statue précolombienne exposée au Musée national de Mexico. Les Technopères développe un commentaire politique qui explore et condamne la pigmentocratie en Amérique latine en choisissant de mettre en scène un mestizo doté d'un rôle positif parmi les personnages principaux.
Véronique Luet, dans sa thèse de doctorat, a rapproché l'univers et les interrogations philosophiques et scientifiques de L'Incal de celles du roman Radix d'Attanasio, dans la mesure où ces deux œuvres « à travers leurs soubassements mythiques, psychanalytiques et philosophiques dénotent une volonté de syncrétisme et de conciliation entre tradition et modernité ».